# Puncturella borroi
Puncturella borroi är en snäckart som beskrevs av Farfante 1947. Puncturella borroi ingår i släktet Puncturella och familjen nyckelhålssnäckor. Inga underarter finns listade i Catalogue of Life.